# هيروكو ياماناكا
هيروكو ياماناكا (باليابانية: HIROKO) هي فنانة الدفاع عن النفس يابانية، ولدت في 24 أكتوبر 1978 في كيسارازو في اليابان.

## وصلات خارجية
- هيروكو ياماناكا على موقع شيردوغ (الإنجليزية)
- هيروكو ياماناكا على موقع IMDb (الإنجليزية)